# Marcelo Filla
Marcelo Alejandro Filla Toro (Puente Alto, Chile, 14 de febrero de 1998) es un futbolista chileno Juega de lateral derecho y su club actual es Deportes Copiapó de la Primera B de Chile.

## Trayectoria
Producto de las divisiones inferiores de Cobresal, debutó profesionalmente el año 2018, siendo su contrato renovado al año siguiente. En abril de 2021, fue anunciada su cesión a Magallanes de la Primera B chilena hasta fin de temporada. En diciembre de 2021, se anunció la renovación de su cesión por otra temporada.

## Estadísticas

### Clubes
| Club               | Div.       | Temporada  | Liga  | Liga  | Copas nacionales | Copas nacionales | Torneos internacionales | Torneos internacionales | Total | Total |
| Club               | Div.       | Temporada  | Part. | Goles | Part.            | Goles            | Part.                   | Goles                   | Part. | Goles |
| ------------------ | ---------- | ---------- | ----- | ----- | ---------------- | ---------------- | ----------------------- | ----------------------- | ----- | ----- |
| Cobresal · Chile   | 2.ª        | 2018       | 8     | 0     | 7                | 0                | —                       | —                       | 15    | 0     |
| Cobresal · Chile   | 1.ª        | 2019       | 9     | 0     | 2                | 0                | —                       | —                       | 11    | 0     |
| Cobresal · Chile   | 1.ª        | 2020       | 9     | 0     | —                | —                | —                       | —                       | 9     | 0     |
| Magallanes · Chile | 2.ª        | 2021       | 26    | 0     | 4                | 0                | —                       | —                       | 30    | 0     |
| Magallanes · Chile | 2.ª        | 2022       | 29    | 2     | 2                | 0                | —                       | —                       | 31    | 2     |
| Magallanes · Chile | 1.ª        | 2023       | 0     | 0     | 0                | 0                | 0                       | 0                       | 0     | 0     |
| Magallanes · Chile | Total club | Total club | 55    | 2     | 6                | 0                | 0                       | 0                       | 61    | 2     |
| Cobresal · Chile   | 1.ª        | 2024       | 0     | 0     | 0                | 0                | —                       | —                       | 0     | 0     |
| Cobresal · Chile   | Total club | Total club | 26    | 0     | 9                | 0                | 0                       | 0                       | 35    | 0     |
| Total club         | Total club | Total club | 81    | 2     | 15               | 0                | 0                       | 0                       | 96    | 2     |
| 1. 2.              |            |            |       |       |                  |                  |                         |                         |       |       |

## Palmarés

### Campeonatos nacionales
| Título             | Club       | País  | Año  |
| ------------------ | ---------- | ----- | ---- |
| Primera B          | Magallanes | Chile | 2022 |
| Copa Chile         | Magallanes | Chile | 2022 |
| Supercopa de Chile | Magallanes | Chile | 2023 |